# Béla Kerékjártó
Béla Kerékjártó (Budapeste, 1 de outubro de 1898 – Gyöngyös, 26 de junho de 1946) foi um matemático húngaro, que trabalhou principalmente com topologia e geometria.

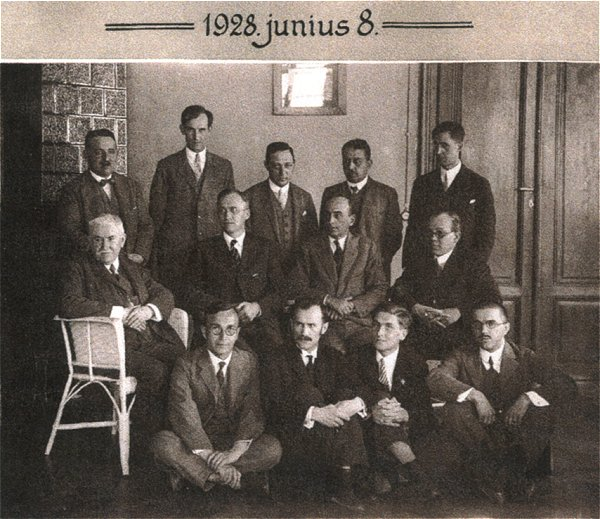
Béla Kerékjártó em uma conferência em Szeged, 1928 (de pé, segundo a partir da esquerda)

Foi palestrante do Congresso Internacional de Matemáticos em Bolonha (1928) e Oslo (1936).

## Obras
- Vorlesungen über Topologie Bd.1 Flächentopologie. Springer, Grundlehren der mathematischen Wissenschaften, 1923
- Les fondements de la géométrie. Bd.1. La construction élémentaire de la géométrie euclidienne. Gauthier-Villars 1955
- Les fondaments de la géométrie Bd.2, Geometrie projective. Gauthiers Villars 1966